# 어도비 페이지메이커
어도비 페이지메이커(Adobe PageMaker, 과거 이름: 알두스 페이지메이커/Aldus PageMaker)는 알두스 코퍼레이션이 1985년에 선보인 초기 탁상 출판 소프트웨어 가운데 하나로, 원래 애플 매킨토시용으로 개발된 뒤, 1987년에 윈도우 1.0을 구동하는 PC용으로 개발되었다.
페이지메이커는 1986년 Best New Use of a Computer의 SPA 최고의 소프트웨어 상을 받았다.
페이지메이커는 어도비 시스템즈의 포스트스크립트 페이지 기술 언어에 의존하며 1994년에 어도비 시스템즈는 알두스와 페이지메이커를 인수하였다.

## 같이 보기
- 쿽 익스프레스
- 인디자인
- 스크라이버스